# Trobar clus
Il trobar clus (pronuncia occitana /tɾuˈbaɾ klys/, "cantare, comporre in modo difficile, chiuso") è una delle forme che assunse la poesia nella letteratura della lingua d'oc, sviluppata dai trovatori del XII secolo.
Consiste in una poesia aspra, dura, oscura, che predilige l'allegoria, contrapposta al trobar ric e al trobar leu (cantare in maniera lieve), caratterizzato da uno stile soave, limpido e chiaro, i cui eredi italiani furono gli stilnovisti, in opposizione alla scuola guittoniana che prediligeva il trobar clus.
Uno dei principali rappresentanti del primo movimento trobar clus fu il trovatore guascone Marcabru (1110 ca.-1150 ca.). Un altro grande esponente di questo tipo di componimento fu il provenzale Arnaut Daniel (1150 ca. - 1210 ca.), che ispirerà, attraverso lo stile rigido e schematico, Dante Alighieri e Francesco Petrarca. Il trobar clus scomparve poi nel '200 a causa della sua inaccessibilità. Tra gli imitatori di Marcabru ci furono Alegret e Marcoat, i quali dichiaravano di scrivere vers contradizentz (versi contraddittori), indicativi dell'incomprensibilità del trobar clus. Sotto riportiamo un esempio dello stile del sirventes di Marcoat, "Mentre m'obri eis huisel", dove il poeta stesso rimarca le sue moz clus (parole chiuse):
Mon "serventes" no val plus,
que faitz es de bos moz clus
apren lo, Domeing Sarena.
Nel tardo secolo XII professionisti del trobar clus erano Peire d'Alvernhe, un imitatore di Marcabru, mentre Raimbaut d'Aurenga del trobar ric fu influenzato da Marcoat. La sola trobairitz (trovatore donna) ad usare il trobar clus con maestria fu Lombarda intorno al 1216.